# Suzanne Morrow
Pour les articles homonymes, voir Morrow.
Suzanne Morrow Francis (née le 14 décembre 1930 à Toronto et morte le 11 juin 2006) est une patineuse artistique canadienne.

## Biographie

### Carrière sportive
Elle patinait en couple avec Wallace Distelmeyer. Ensemble, ils ont gagné la médaille de bronze aux Jeux olympiques et aux Championnats du monde de 1948. Ils sont les premiers canadiens en couple à avoir remporté une médaille aux Jeux olympiques et aux championnats du monde.
Ils ont été les premiers patineurs à exécuter une spirale de la mort en position basse telle qu'on la connait aujourd'hui.
Suzanne a également participé à des compétitions en simple. Elle a remporté le titre de championne canadienne trois fois de 1949 à 1951, en plus du titre national de niveau Junior en 1946. Elle a aussi remporté le titre national en danse sur glace, toujours avec Wallace Distelmeyer, en 1948.
Avant de faire équipe avec Wallace Diestelmeyer, Suzanne a patiné avec Norris Bowden. Ils ont gagné le titre national de niveau Junior en couple en 1945.

### Reconversion
Après sa carrière amateur, Suzanne fut juge aux championnats du monde et aux Jeux olympiques pendant 50 ans. Elle a été admis au Temple de la renommée de Patinage Canada avec Wallace Distelmeyer, en 1992.

## Palmarès
Dans la catégorie des couples artistiques, Suzanne Morrow patine avec Norris Bowden (1944-1946) et Wallace Distelmeyer (1947-1948).
| Compétitions en individuel      | 1946 | 1947 | 1948 | 1949 | 1950 | 1951 | 1952 | 1953 |  |  |  |  |  |  |
| Jeux olympiques d'hiver         |      |      | 14e  |      |      |      | 6e   |      |  |  |  |  |  |  |
| Championnats du monde           |      |      | 13e  |      | 4e   | 4e   | 4e   | 5e   |  |  |  |  |  |  |
| Championnats d'Amérique du Nord |      | 4e   |      | 5e   |      | 2e   |      |      |  |  |  |  |  |  |
| Championnats du Canada          |      | 3e   | F    | 1re  | 1re  | 1re  | F    | F    |  |  |  |  |  |  |
|                                 |      |      |      |      |      |      |      |      |  |  |  |  |  |  |
| Compétitions en couple          | 1946 | 1947 | 1948 | 1949 | 1950 | 1951 | 1952 | 1953 |  |  |  |  |  |  |
| Jeux olympiques d'hiver         |      |      | 3e   |      |      |      |      |      |  |  |  |  |  |  |
| Championnats du monde           |      |      | 3e   |      |      |      |      |      |  |  |  |  |  |  |
| Championnats d'Amérique du Nord |      | 1re  |      |      |      |      |      |      |  |  |  |  |  |  |
| Championnats du Canada          | 2e   | 1re  | 1re  |      |      |      |      |      |  |  |  |  |  |  |
| Légende : F = Forfait           |      |      |      |      |      |      |      |      |  |  |  |  |  |  |